# Xiancantan
Xiancantan (chiń. 先蚕坛) – jedna z dawnych świątyń cesarskich w Pekinie. Położona jest na północ od Zakazanego Miasta, przy parku Beihai. Była miejscem, w którym cesarzowe składały ofiary Leizu, bogini jedwabników.
Wybudowaną ją w 1742 roku, za panowania cesarza Qianlonga. Głównym elementem kompleksu jest ołtarz ofiarny o wysokości 1,3 m. Na terenie świątyni rosną drzewa morwowe, na których hodowano larwy jedwabników.